# Hradčany
Hradčany (německy Hradschin) jsou městská čtvrť a katastrální území Prahy o rozloze 1,5 km², rozdělené mezi městské obvody a zároveň městské části Praha 1 a Praha 6. Značnou část čtvrti zaujímá Pražský hrad, jeden z nejznámějších hradů Evropy a podle Guinnessovy knihy rekordů vůbec největší hradní komplex světa. Hradčany byly samostatným městem do roku 1784, kdy se staly součástí sjednoceného královského hlavního města Prahy.

## Vymezení
Hradčany zahrnují areál Pražského hradu, území historického města kolem Hradčanského a Loretánského náměstí, Pohořelec, areál Strahovského kláštera a Nový Svět a dále prostor bývalých Mariánských hradeb tvořící oblouk od západního okraje Letenské pláně až po temeno Petřína.
Do Prahy 6 patří pás území vymezený tramvajovými tratěmi v ulicích Dlabačov, Keplerova, Jelení, Mariánské hradby, Badeniho, Milady Horákové, Patočkova a Myslbekova. Katastrální území Hradčan sousedí se Střešovicemi na severozápadě, s Dejvicemi na severu, s Holešovicemi (Bubny) na severovýchodě, s Malou Stranou na východě, se Smíchovem (malý pruh území) na jihu a s Břevnovem na jihozápadě.

## Historie

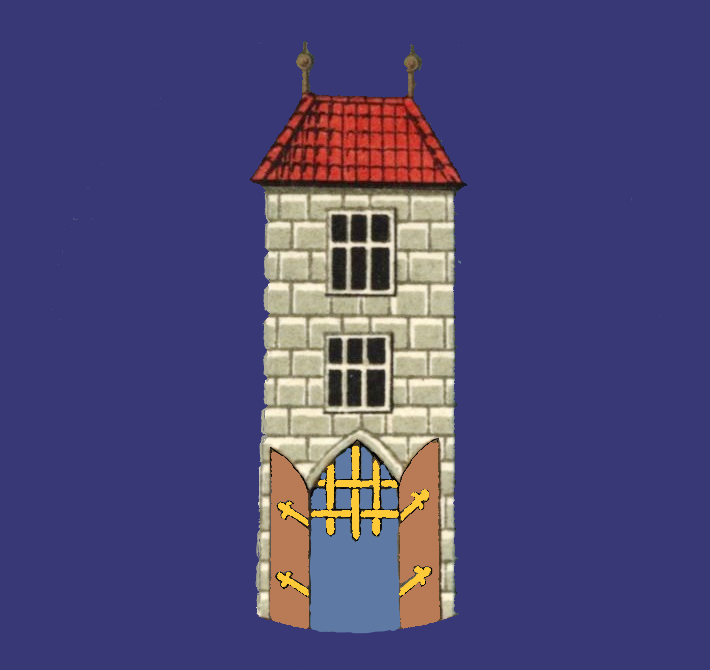
Historický znak Hradčan

Hradčany vznikly jako třetí pražské město v době, kdy už existovalo Staré Město (1232–1234) a Menší Město (Malá Strana, 1257), někdy před rokem 1350, ke kterému je doložena existence městské knihy. Podle Tomka byly Hradčany proměněny v poddanské město Hynkem Berkou z Dubé, nejvyšším pražským purkrabím v letech 1321–1346. Ke vzniku města pravděpodobně došlo v souvislosti s rozvojem královského sídla po příchodu Karla IV. do Prahy roku 1333. Se založením města došlo k regulaci starší roztroušené zástavby, vytyčení a parcelaci Hradčanského náměstí a opevnění, zejména na západní straně, kde Hradčany končily východně od dnešního Loretánského náměstí. Malé poddanské město bylo úzce svázáno a správně závislé na Pražském hradě, a lišilo se tak od ostatních tří pražských královských měst, ke kterým patřilo roku 1348 Karlem IV. založené Nové Město.
Do stavebního vývoje zasáhl velký požár roku 1541, po něm si na Hradčanském náměstí postavil palác nejvyšší purkrabí Jan ml. Popel z Lobkovic a zřízena rezidence pražských arcibiskupů roku 1561, kdy byl obnoven úřad neobsazený od husitských válek. V roce 1598 císař Rudolf II. Hradčany povýšil na královské město. Tehdy byla postavena i hradčanská radnice. Skromnost rozměrů i umístění radnice ve srovnání se staršími výstavními radničními paláci na hlavních náměstích ostatních pražských měst ilustruje omezený význam nejmenšího pražského města.
Nového rozvoje se Hradčany dočkaly od 17. století. Jejich území bylo zvětšeno vybudováním Mariánských hradeb, začalo vznikat Loretánské náměstí, kde se usadil řád kapucínů spravující loretánské poutní místo a započalo se se stavbou Černínského paláce, největšího pražského šlechtického paláce. Součástí pražského souměstí (tedy čtvrté pražské město) se Hradčany staly až na základě priviegia královny Marie Terezie roku 1756. Za Josefa II. (roku 1784) se staly součástí sjednoceného královského hlavního města Prahy.
V novější době do podoby Hradčan nejvíce zasáhlo zrušení hradeb, zejména na Pohořelci, kde byla zbourána Strahovská brána. Pozemky hradeb patřily vojenskému eráru a tak na místě brány byla postavena pohořelecká kasárna a západně od Písecké brány vznikl komplex budov dnešního ministerstva obrany. Hradby a jejich bastiony zůstaly částečně zachované a byly na nich vystavěny obytné domy včetně Bílkovy vily a v exluzivní poloze nad Vltavou proti Pražskému hradu Kramářova vila, která se stala sídlem předsedů vlády. V 21. století byl v západní části čtvrtě vybudován park Maxe van der Stoela a na severním okraji portál tunelového komplexu Blanka.

## Památky a významné objekty
- Pražský hrad
- Arcibiskupský palác
- Martinický palác
- Kostel Narození Páně
- Jízdárna Pražského hradu
- Jelení příkop
- Oranžérie
- Královská zahrada
- Zpívající fontána
- Letohrádek královny Anny
- Prašný most
- Černínský palác
- Hrzánský palác
- Hradčanská radnice
- Schwarzenberský palác
- Šternberský palác
- Salmovský palác
- Toskánský palác (Thun-Hohenštejnský palác)
- Nový Svět
- Mariánský sloup
- Klášter kapucínů
- Klášter bosých karmelitánek
- Kostel sv. Jana Nepomuckého
- Richterova vila
- Pomník T. G. Masaryka

## Veřejná prostranství
- Hradčanské náměstí
- Loretánské náměstí
- Nový Svět
- Pohořelec
- Radnické schody
- Staré zámecké schody
- Zámecké schody

## Doprava
- Nachází se zde stanice metra A Hradčanská a dále spousta tramvajových linek a v blízkosti se nachází také železniční stanice Praha-Dejvice.
- Po Hradčanech se jmenuje (v roce 2015) i jeden pár mezinárodních vlaků EuroCity v trase Praha – Olomouc – Horní Lideč – Žilina a zpět.

## Pověsti
Podívejte se také na Katedrála sv. Víta a Kostel Narození Páně (Praha)
- Arcibiskup Antonín Petr Přichovský si oblíbil zvonek v Benátkách nad Jizerou, odkoupil jej a přenesl do arcibiskupského paláce. Zvonku se ale stýskalo po jeho původním místě a ulétl zpět. Teprve když arcibiskup umíral, zvonek se vrátil do paláce, aby mu zazvonil umíráčkem. Od té doby už zůstl zavěšený v průjezdě, aby ohlašoval arcibiskupův příjezd a odjezd.

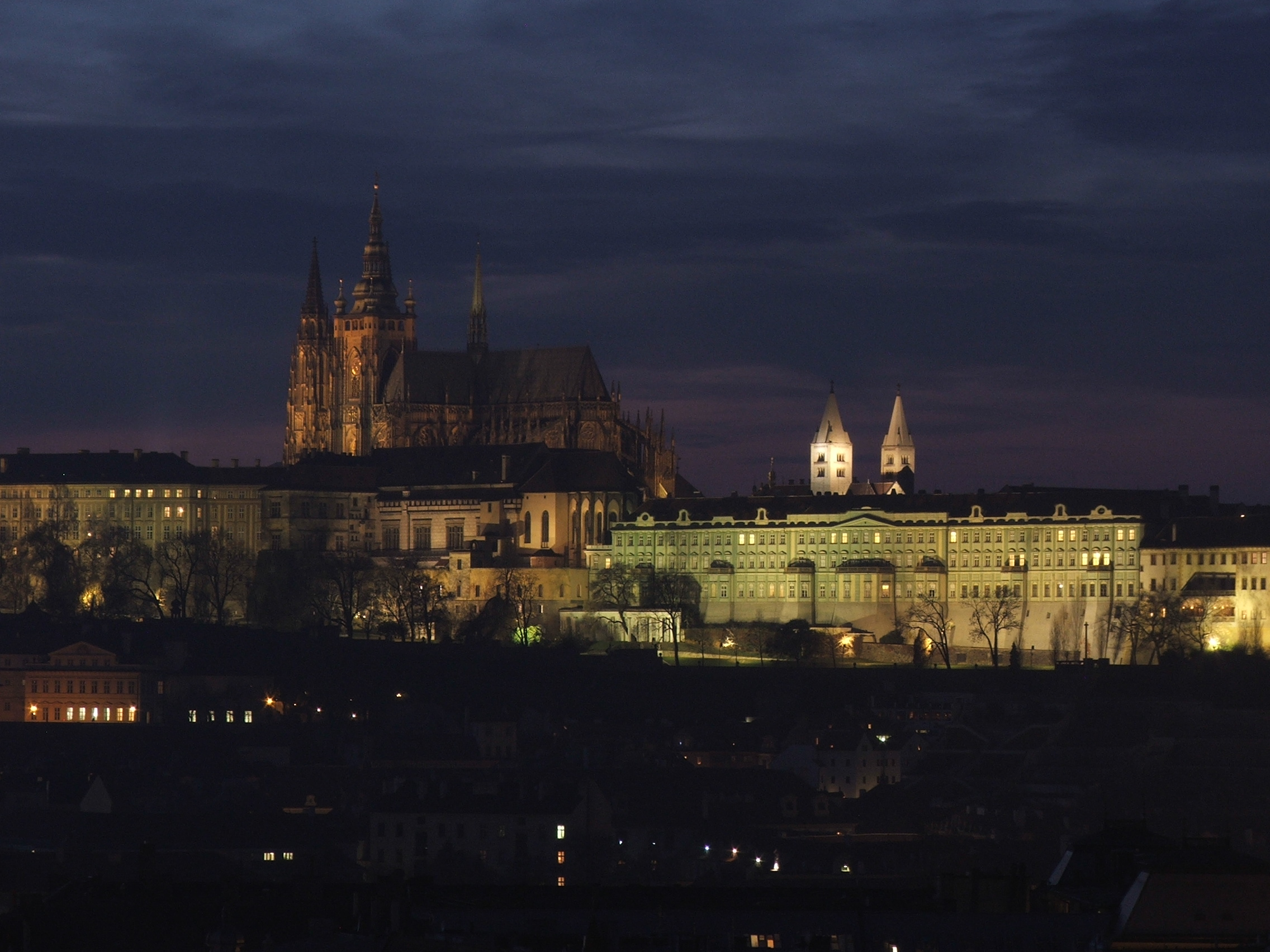
Pražský hrad za soumraku
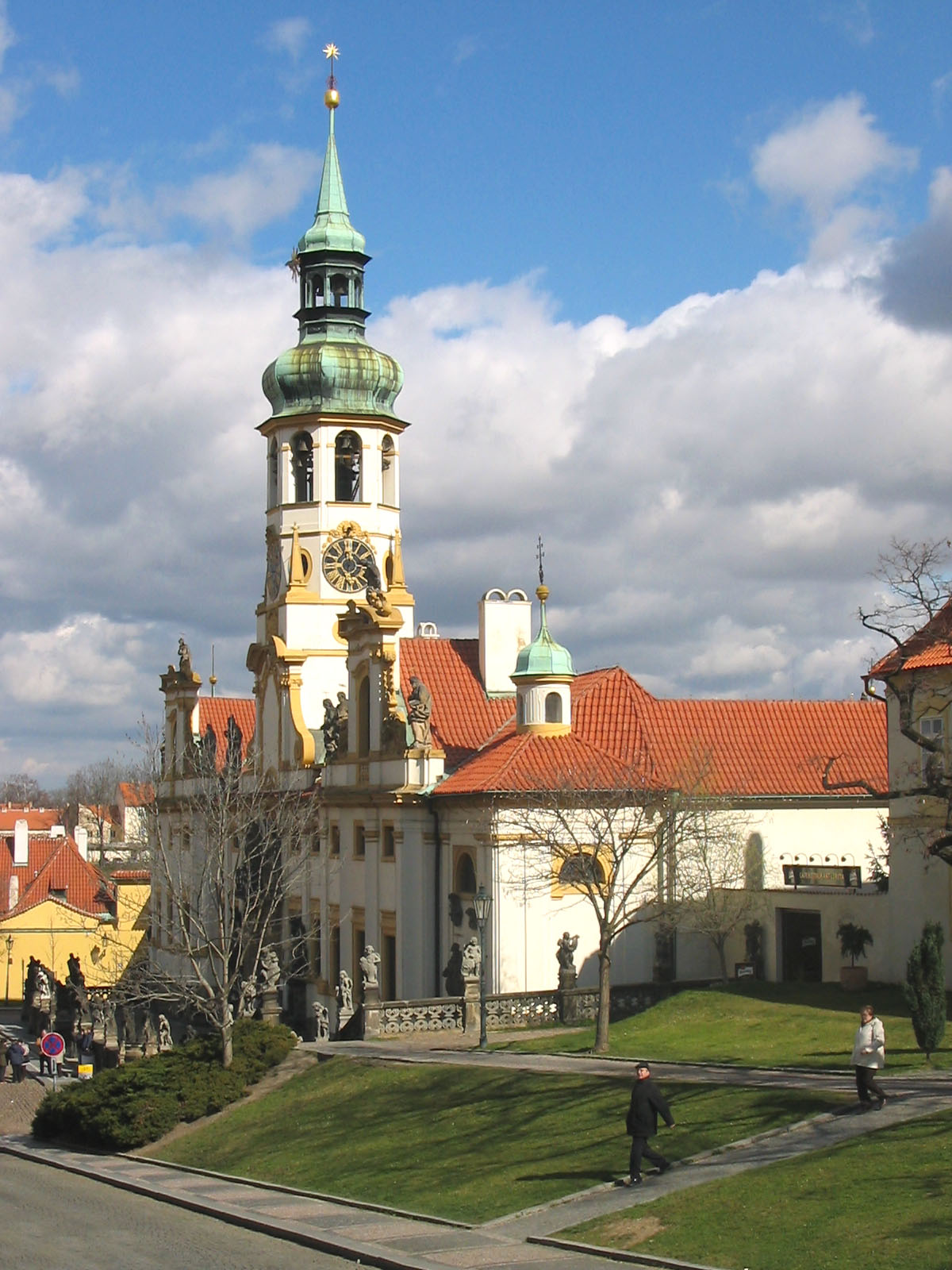
Pražská Loreta
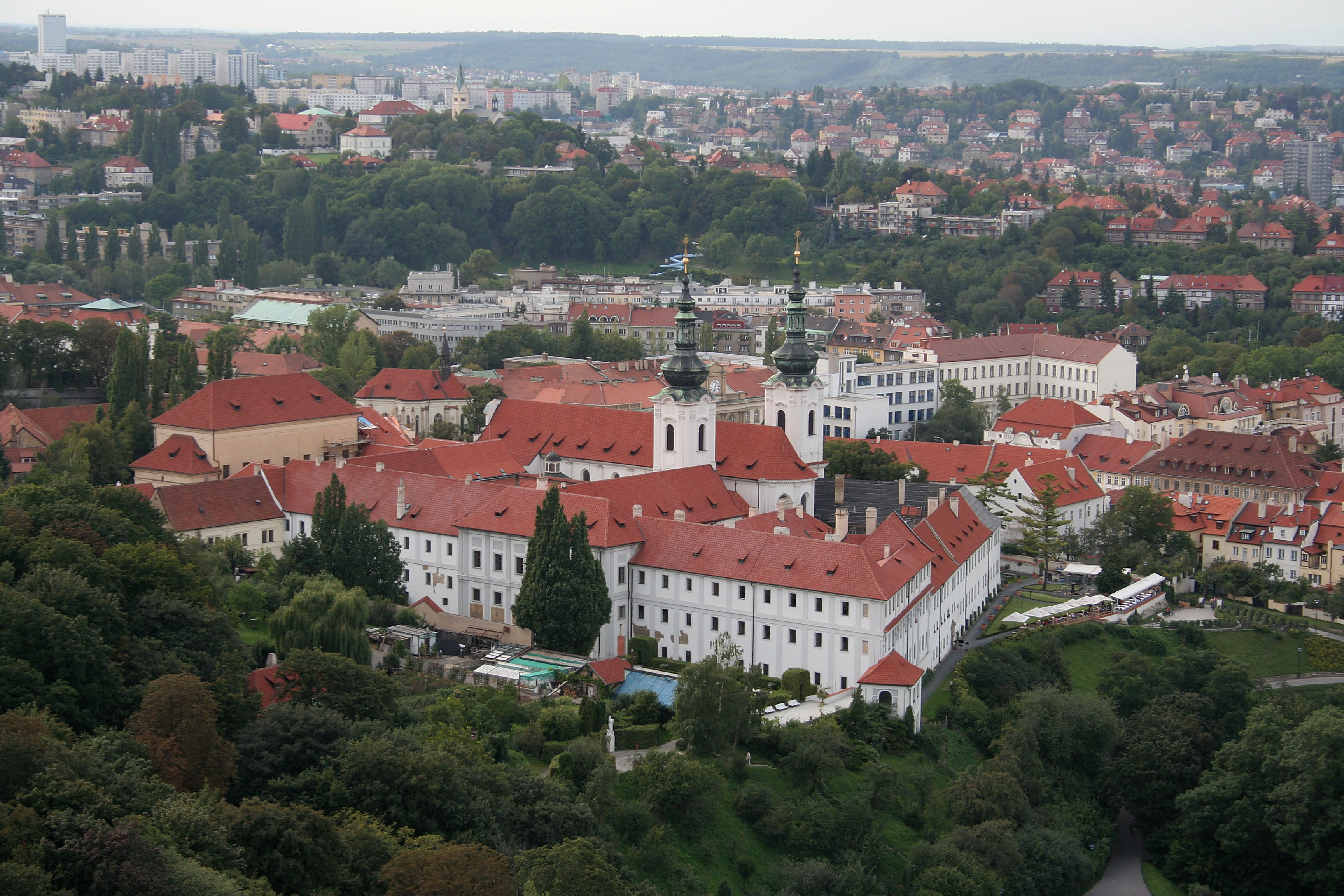
Strahovský klášter
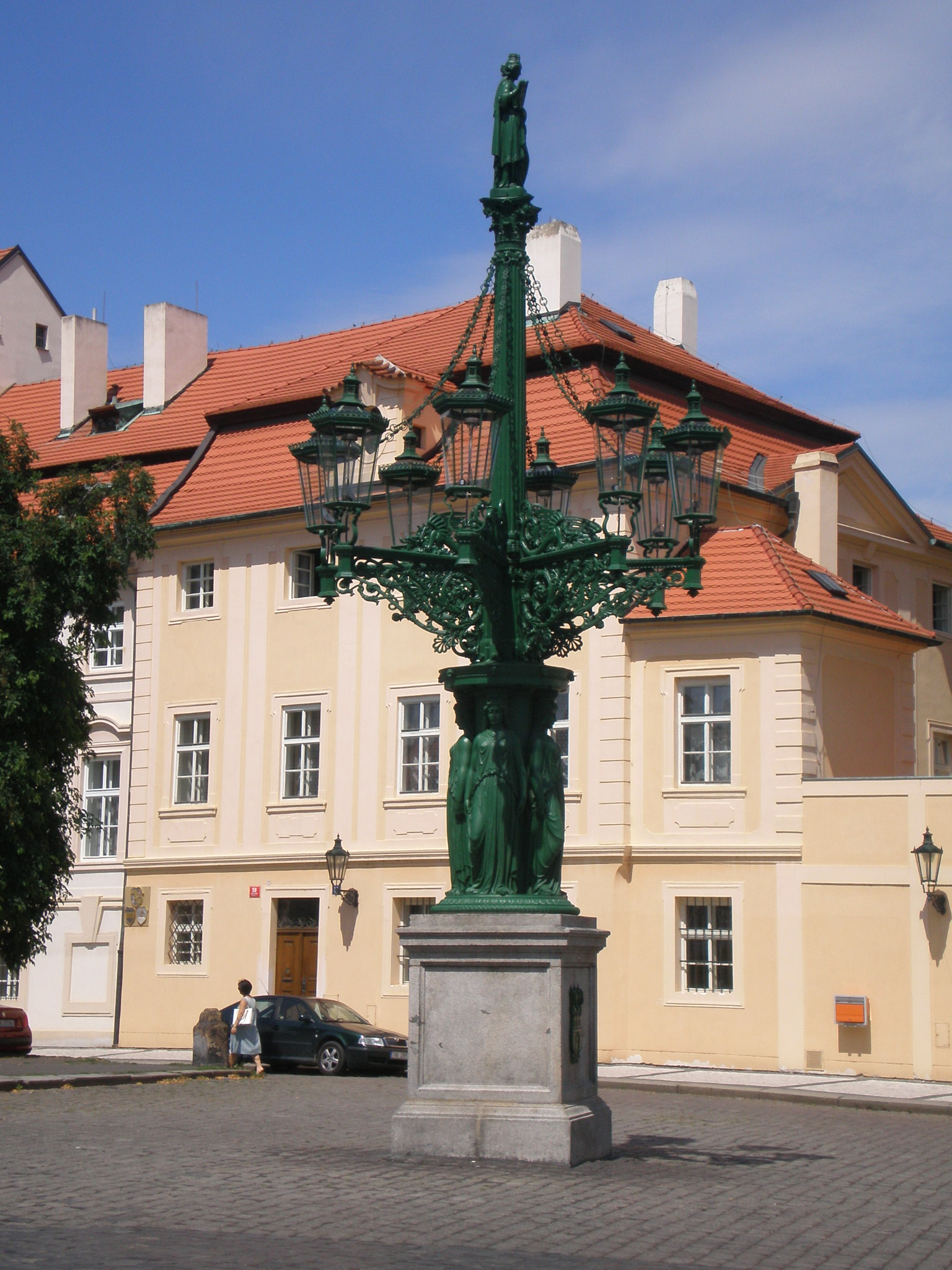
Kandelábr na Hradčanském náměstí
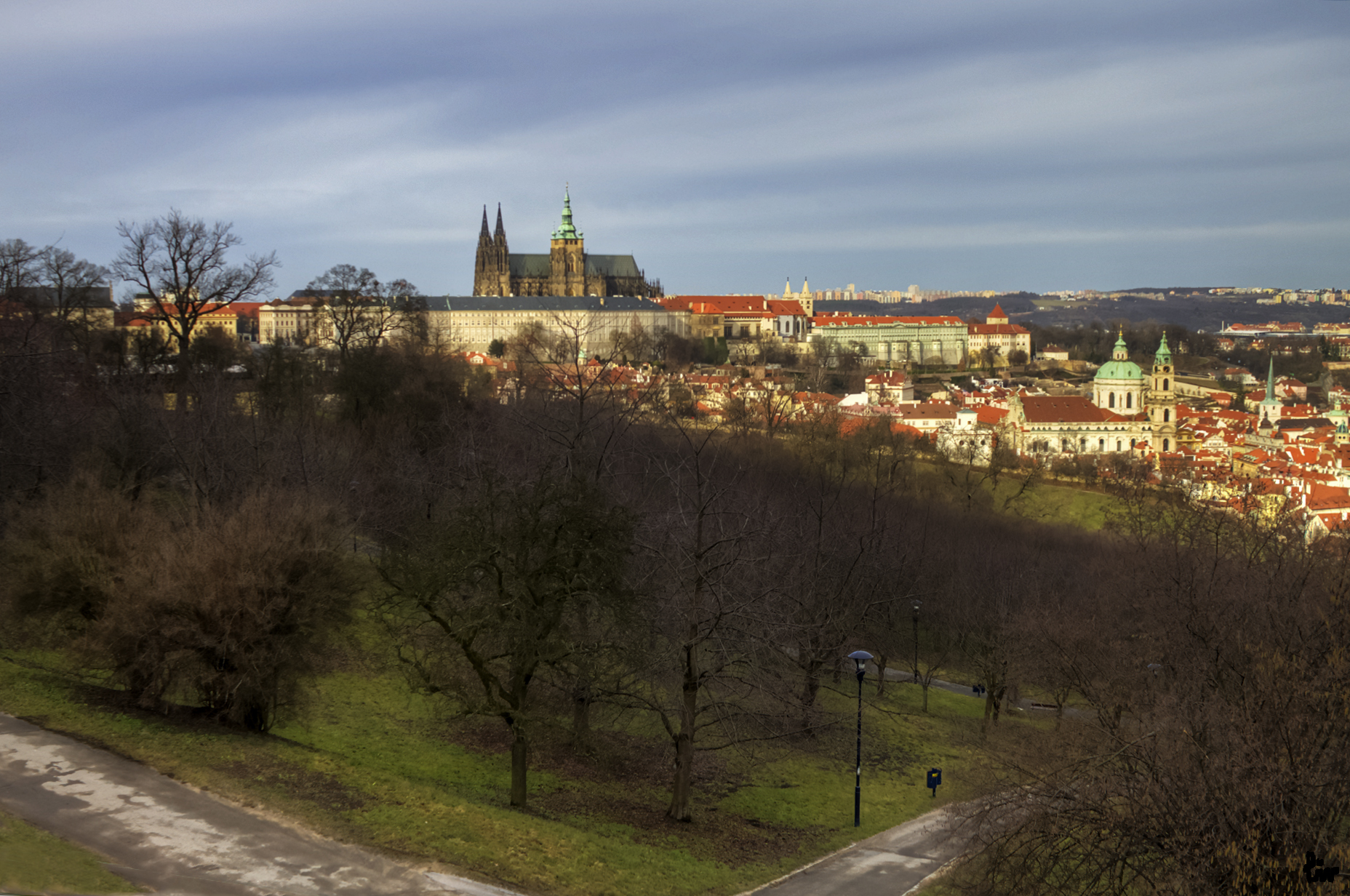
Výhled na Hradčany z Petřína